# Knooppunt Princeville
Knooppunt Princeville is een verkeersknooppunt voor de aansluiting van de autosnelwegen A16 en A58 bij de Nederlandse plaats Breda.
Op 12 maart 2004 werd het eerste deel van het knooppunt opengesteld: de verbindingsboog uit Rotterdam (A16) richting Etten-Leur (A58). Een jaar later, op 15 maart 2005 werd het knooppunt compleet geopend als half sterknooppunt.

## Richtingen knooppunt
| Aansluitende wegen                                                | Aansluitende wegen | Aansluitende wegen                                                              | Aansluitende wegen | Aansluitende wegen |
| ----------------------------------------------------------------- | ------------------ | ------------------------------------------------------------------------------- | ------------------ | ------------------ |
|                                                                   |                    | richting Zwijndrecht / Rotterdam                                                |                    |                    |
|                                                                   |                    |                                                                                 |                    |                    |
| richting Etten-Leur / Roosendaal / Goes / Middelburg / Vlissingen |                    |                                                                                 |                    |                    |
|                                                                   |                    |                                                                                 |                    |                    |
|                                                                   |                    | richting Hazeldonk / Antwerpen (B) richting Bavel / Gilze / Tilburg / Eindhoven |                    |                    |

Almere · Amstel · Arnestein · Assen · Azelo · Badhoevedorp · Bankhoef · Batadorp · Beekbergen · Benelux · Beverwijk · Bodegraven ·  Boterdiep ·  Buren · Burgerveen · Coenplein · De Baars · De Hoek · De Hogt · De Nieuwe Meer · De Poel · De Punt · De Stok · Deil · Diemen · Drachten · Drie Klauwen · Eemnes · Ekkersweijer · Emmeloord · Empel · Euvelgunne · Everdingen · Ewijk · Galder · Gooimeer · Gorinchem · Gouwe · Grijsoord · Hattemerbroek · Heerenveen · Hellegatsplein · Het Vonderen · Hintham · Hoevelaken · Hofvliet · Holendrecht · Holsloot · Hoogeveen · Hooipolder · IJmuiden (niet officieel) · Joure · Julianaplein · Kerensheide · Kethelplein · Klaverpolder · Kleinpolderplein · Kooimeer · Kruisdonk · Kunderberg · Lankhorst · Leenderheide · Lunetten · Maanderbroek · Markiezaat · Muiderberg · Neerbosch · Noordhoek · Ommedijk · Oud-Dijk · Oudenrijn · Paalgraven · Princeville · Prins Clausplein · Raasdorp ·  Reitdiep ·  Ressen · Ridderkerk · Rijkevoort · Rijnsweerd · Rottepolderplein · Rozenburg · Sabina · Sint-Annabosch · Stelleplas · Slufter · Ten Esschen · Terbregseplein · Tiglia · Vaanplein · Valburg · Velperbroek · Velsen · Vlaardingen · Vught · Waterberg · Watergraafsmeer · Werpsterhoek · Westerlee · Ypenburg · Zaandam · Zaarderheiken · Zonzeel · Zoomland · Zuidbroek · Zurich

Geplande knooppunten:
De Liemers · Zestienhoven

Voormalige knooppunten:
Bocholtz · Ekkersrijt · Europaplein (Groningen) · Europaplein (Maastricht) · Lindenholt